# Välluvs socken
Välluvs socken i Skåne ingick i Luggude härad, ingår sedan 1971 i Helsingborgs kommun och motsvarar från 2016 Välluvs distrikt.
Socknens areal är 12,58 kvadratkilometer varav 12,51 land. År 2000 fanns här 3 223 invånare. Tätorten Påarp samt kyrkbyn Välluv med sockenkyrkan Välluvs kyrka ligger i socknen.

## Administrativ historik
Socknen har medeltida ursprung. 
Vid kommunreformen 1862 övergick socknens ansvar för de kyrkliga frågorna till Välluvs församling och för de borgerliga frågorna bildades Välluvs landskommun. Landskommunen uppgick 1952 i Mörarps landskommun som 1971 uppgick i Helsingborgs kommun. Församlingen uppgick 2002 i Välluv-Frillestads församling som 2010 uppgick i Kropps församling.
1 januari 2016 inrättades distriktet Välluv, med samma omfattning som församlingen hade 1999/2000.  
Socknen har tillhört län, fögderier, tingslag och domsagor enligt vad som beskrivs i artikeln Luggude härad. De indelta soldaterna tillhörde Norra skånska infanteriregementet, Luggude kompani och Skånska husarregementet, Fleninge skvadron.

## Geografi
Välluvs socken ligger sydost om Helsingborg. Socknen är en mjukt kuperad slättbygd, nu delvis tättbebyggd.

## Fornlämningar
Boplatser och lösfynd från stenåldern har påträffats. Från bronsåldern finns gravhögar.

## Befolkningsutveckling
| Befolkningsutvecklingen i Välluvs socken 1571–2000 | Befolkningsutvecklingen i Välluvs socken 1571–2000 | Befolkningsutvecklingen i Välluvs socken 1571–2000 | Befolkningsutvecklingen i Välluvs socken 1571–2000 | Befolkningsutvecklingen i Välluvs socken 1571–2000 |
| -------------------------------------------------- | -------------------------------------------------- | -------------------------------------------------- | -------------------------------------------------- | -------------------------------------------------- |
|                                                    |                                                    |                                                    |                                                    |                                                    |
| År                                                 |                                                    |                                                    | Invånare                                           |                                                    |
| 1571                                               | 1571                                               |                                                    | 1491                                               | 1491                                               |
| 1620                                               | 1620                                               |                                                    | 2061                                               | 2061                                               |
| 1699                                               | 1699                                               |                                                    | 1291                                               | 1291                                               |
| 1718                                               | 1718                                               |                                                    | 1461                                               | 1461                                               |
|                                                    |                                                    |                                                    |                                                    |                                                    |
| 1810                                               | 1810                                               |                                                    | 296                                                | 296                                                |
| 1820                                               | 1820                                               |                                                    | 354                                                | 354                                                |
| 1830                                               | 1830                                               |                                                    | 447                                                | 447                                                |
| 1840                                               | 1840                                               |                                                    | 474                                                | 474                                                |
| 1850                                               | 1850                                               |                                                    | 429                                                | 429                                                |
| 1860                                               | 1860                                               |                                                    | 490                                                | 490                                                |
| 1870                                               | 1870                                               |                                                    | 558                                                | 558                                                |
| 1880                                               | 1880                                               |                                                    | 575                                                | 575                                                |
| 1890                                               | 1890                                               |                                                    | 589                                                | 589                                                |
| 1900                                               | 1900                                               |                                                    | 684                                                | 684                                                |
| 1910                                               | 1910                                               |                                                    | 737                                                | 737                                                |
| 1920                                               | 1920                                               |                                                    | 790                                                | 790                                                |
| 1930                                               | 1930                                               |                                                    | 799                                                | 799                                                |
| 1940                                               | 1940                                               |                                                    | 769                                                | 769                                                |
| 1950                                               | 1950                                               |                                                    | 895                                                | 895                                                |
| 1960                                               | 1960                                               |                                                    | 996                                                | 996                                                |
| 1970                                               | 1970                                               |                                                    | 1 842                                              | 1 842                                              |
| 1980                                               | 1980                                               |                                                    | 3 025                                              | 3 025                                              |
| 1990                                               | 1990                                               |                                                    | 2 860                                              | 2 860                                              |
| 2000                                               | 2000                                               |                                                    | 3 223                                              | 3 223                                              |
|                                                    |                                                    |                                                    |                                                    |                                                    |
| 1 Beräknad folkmängd                               |                                                    |                                                    |                                                    |                                                    |

## Namnet
Namnet skrevs 1390 Wäthlof och kommer från kyrkbyn. Efterleden är löv, 'arvegods'. Förleden har oklar tolkning..